# Matthias Schmitt (Ökonom)

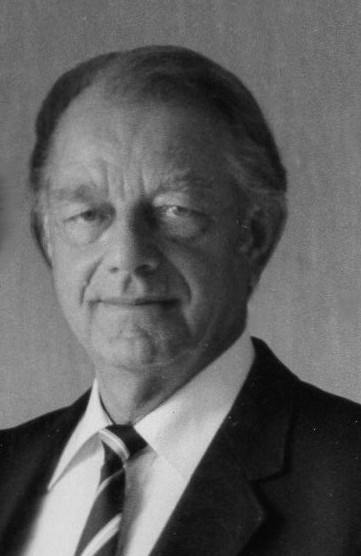
Matthias Schmitt, 1973

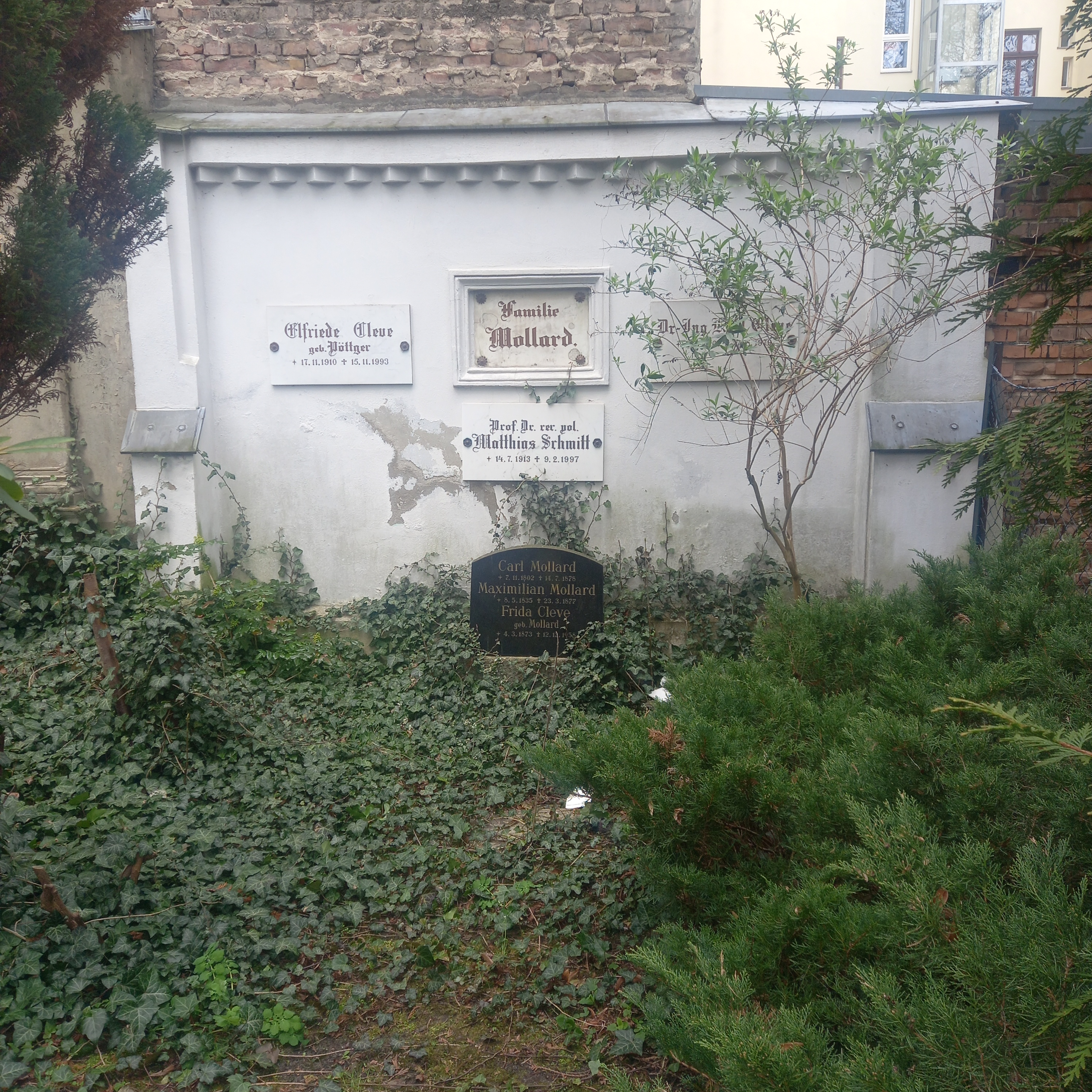
Das Grab von Matthias Schmitt im Familiengrab Mollard auf dem Dreifaltigkeitskirchhof II in Berlin

Matthias Eduard Schmitt (* 14. Juli 1913 in Krettnach; † 9. Februar 1997 in Frankfurt am Main) war ein deutscher Nationalökonom.

## Leben und Wirken
Matthias Schmitt wurde am 14. Juli 1913 als Sohn eines Weingutsbesitzers in Krettnach geboren. Am Realgymnasium in Wittlich bestand er 1933 das Abitur und absolvierte anschließend ein Studium der Rechts-, Staats- und Wirtschaftswissenschaften an den Universitäten München, Wien und Berlin, u. a. bei Adolf Weber und Werner Sombart. 1937 legte Schmitt das Diplom-Volkswirt-Examen ab und wurde im Jahr 1940 an der Friedrich-Wilhelm-Universität Berlin mit der im Rahmen seiner Assistententätigkeit bei Walter Weigmann in Göttingen begonnenen Arbeit mit dem Titel „Funktion und Bedeutung der Kolonien“ zum Dr. rer. pol. promoviert. Von 1941 bis 1943 war er im Reichskolonialinstitut in Berlin beschäftigt. Nach Wehrdienst und vier Jahren Kriegsgefangenschaft in Ägypten trat Schmitt 1949 in das Bundesministerium für Wirtschaft ein, wo er zunächst im Referat für Ein- und Ausfuhrplanung und der Marshallplan-Abteilung sowie von 1950 bis 1955 als Leiter des Referats für Wirtschaftspolitische Grundsatzfragen des Außenhandels beschäftigt war. 1952 wurde er zum Oberregierungsrat, 1954 zum Ministerialrat ernannt. Von 1955 bis 1957 war er Leiter der Gruppe Handelsverkehr mit dem Ausland einschließlich der Zollpolitik. In diesen Funktionen hatte er engen Kontakt zu Bundeswirtschaftsminister Ludwig Erhard. Unter Bundeskanzler Konrad Adenauer war Schmitt 1955 Teilnehmer bei der Reise nach Moskau mit dem Ergebnis der Aufnahme diplomatischer Beziehungen beider Länder. Diese Reise war für ihn prägend, da später der Ost-West-Handel und die Wirtschaftsbeziehungen zur Sowjetunion zu seinen zentralen Anliegen zählten. Ende 1957 wechselte Schmitt auf eigenen Wunsch in die Wirtschaft und wurde Vorstandsmitglied der Berliner Bank. Nach seinem Ausscheiden blieb er der Bank als stellvertretender Aufsichtsratsvorsitzender neben deren Vorsitzendem Willy Brandt verbunden. 1961 wurde Schmitt zum Vorstandsmitglied der AEG-Telefunken bestellt und war für den Bereich Marketing, der die Öffentlichkeitsarbeit, die Werbe-, Messe- und Ausstellungsaktivitäten sowie die zentrale Marktbeobachtung und die Verkaufsschulung beinhaltete zuständig. Diese Position bekleidete er bis zu seiner Pensionierung.
Neben seiner Funktion im Unternehmen nahm Schmitt starken Anteil an übergeordneten Aufgaben der Wirtschaft, beispielsweise als Mitglied des ZVEI-Präsidiums, als Vorsitzender des Außenhandels-Ausschusses des BDI, des Außenhandelsbeirats beim Bundesminister für Wirtschaft, als Mitglied der Vollversammlung der IHK Frankfurt am Main, in der Ludwig-Erhard-Stiftung, verschiedenen Deutsch-Ausländischen Handelskammern, als Economic and Financial Adviser beim Präsidenten der Republik Ghana sowie als Mitglied des Beratenden Ausschusses des European Management Forums, das seinen Namen später in World Economic Forum änderte.
Parallel zu seiner beruflichen Tätigkeit hat Schmitt sein Wissen im Rahmen verschiedener Lehrtätigkeiten weitergegeben, so als Lehrbeauftragter an der Freien Universität Berlin, der Johann-Wolfgang-Goethe-Universität Frankfurt am Main sowie als Honorarprofessor an der Universität zu Köln, wo er im Besonderen dem Institut für Wirtschaftspolitik eng verbunden war, das unter der Leitung von Alfred Müller-Armack stand. Schmitts Schwerpunkte waren Vorlesungen über internationale Wirtschaftsbeziehungen und den Ost-West-Handel.

## Schriften
Zu wirtschaftspolitischen Themen verfasste Schmitt mehrere Bücher sowie tagespolitisch aktuelle Veröffentlichungen, Aufsätze und Kommentare, vorwiegend in der Frankfurter Allgemeine Zeitung, im Handelsblatt, im Der Tagesspiegel sowie in Finanz und Wirtschaft.
Monografien (Auswahl)
- Das deutsche Dollarproblem. Frankfurter Societäts-Druckerei, 1953.
- Entwicklungshilfe als unternehmerische Aufgabe. Knapp, Frankfurt am Main 1965.
- Die deutsch-sowjetischen Wirtschaftsbeziehungen. Deutscher Instituts-Verlag, Köln 1967.
- 30 Jahre Ost-West-Wirtschaftsbeziehungen. Entwicklungsphasen und Perspektiven. Jupiter, Wien 1977.
- Industrielle Ost-West-Kooperation. Seewald, 1982, ISBN 3-5120-0349-4.
- Das Ostgeschäft von morgen. Nomos, Baden-Baden 1988, ISBN 3-7890-1619-5.

Beiträge (Auswahl)
- Wegbereiter eines freien Welthandels. Beitrag zur Festschrift zum fünfundsiebzigsten Geburtstag von Ludwig Erhard. Propyläen, Berlin 1972.
- Problematische Kompensationsgeschäfte. In: Frankfurter Allgemeine Zeitung. Frankfurt am Main, 19. Oktober 1978, S. 11.
- Überblick zur außenwirtschaftlichen Lage der Bundesrepublik Deutschland und zukünftige Tendenzen. In: West-Ost-Journal. Nr. 2. Wien 1978, S. 27.
- Ernüchterung im China-Handel. In: Finanz und Wirtschaft. Zürich, 17. November 1979, S. 24.
- Wirtschaft soll sich nicht beirren lassen. In: Handelsblatt. Düsseldorf, 20. Mai 1980, S. 4.
- Grundlegende Wende nicht in Sicht. Mitteilungen der Industrie- und Handelskammer Frankfurt am Main, Ausgabe Nr. 10. 15. Mai 1982.
- Rauchsignale aus Leipzig. In: Der Tagesspiegel. Berlin, 24. März 1985, S. 17.
- Der Mensch als Schlüsselfaktor im Reformprozeß. In: ost-west-commerz. 35. Jahrgang, Nr. 2. Hamburg 1989, S. 2.
- Perestroika braucht Zeit. In: Der Tagesspiegel. Berlin, 4. Juni 1989.

## Ehrungen
- 1969: Verdienstkreuz 1. Klasse der Bundesrepublik Deutschland
- 1974: Großes Verdienstkreuz der Bundesrepublik Deutschland[5]